# August Riedel

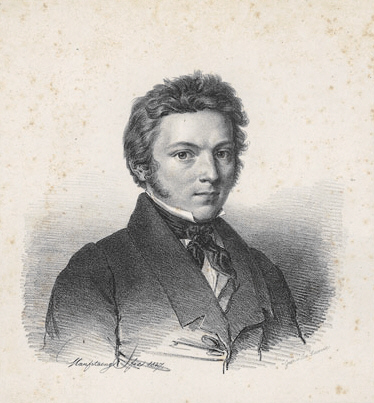
August Riedel (1827)

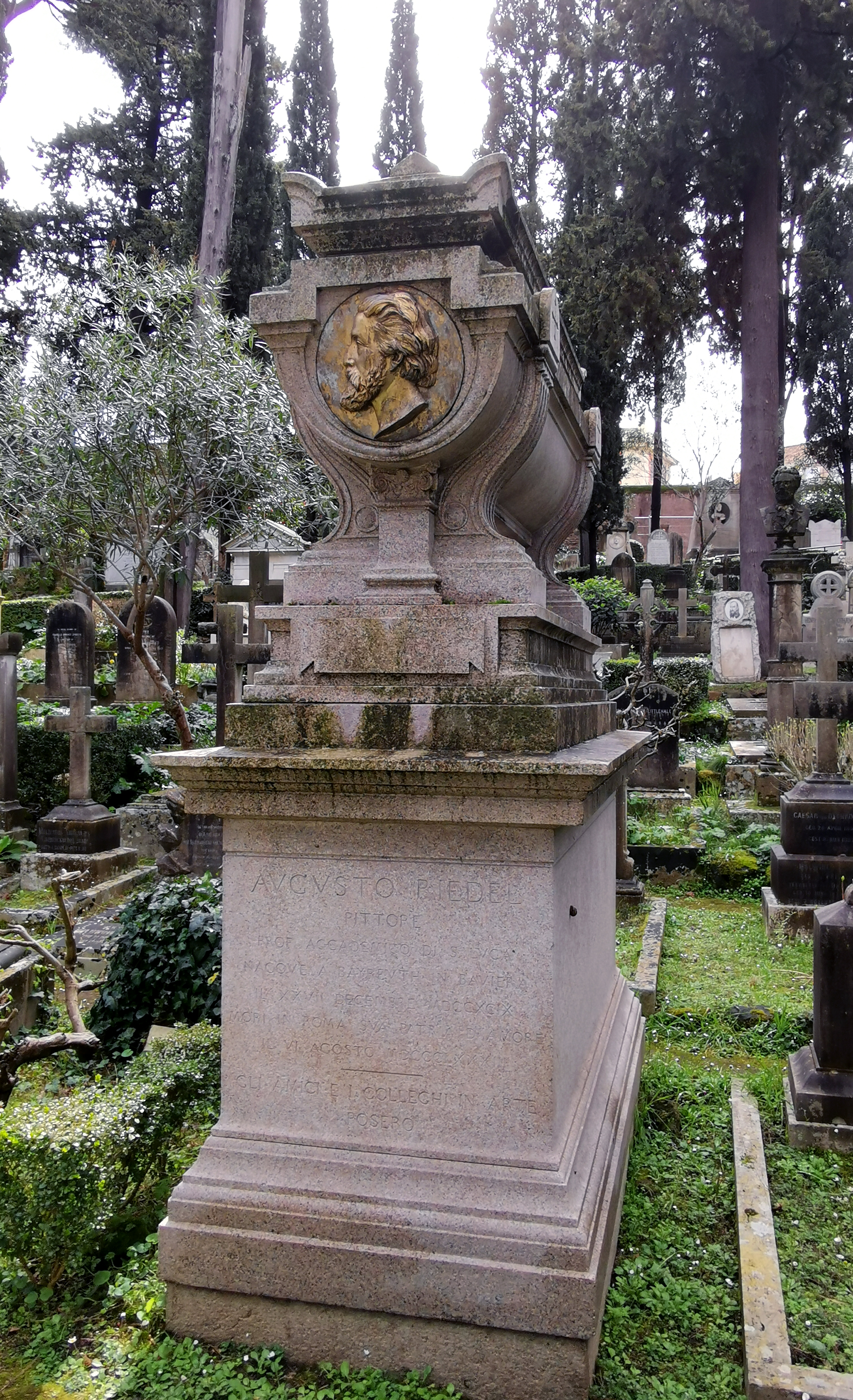
Grab auf dem Nichtkatholischen (Protestantischen) Friedhof Rom

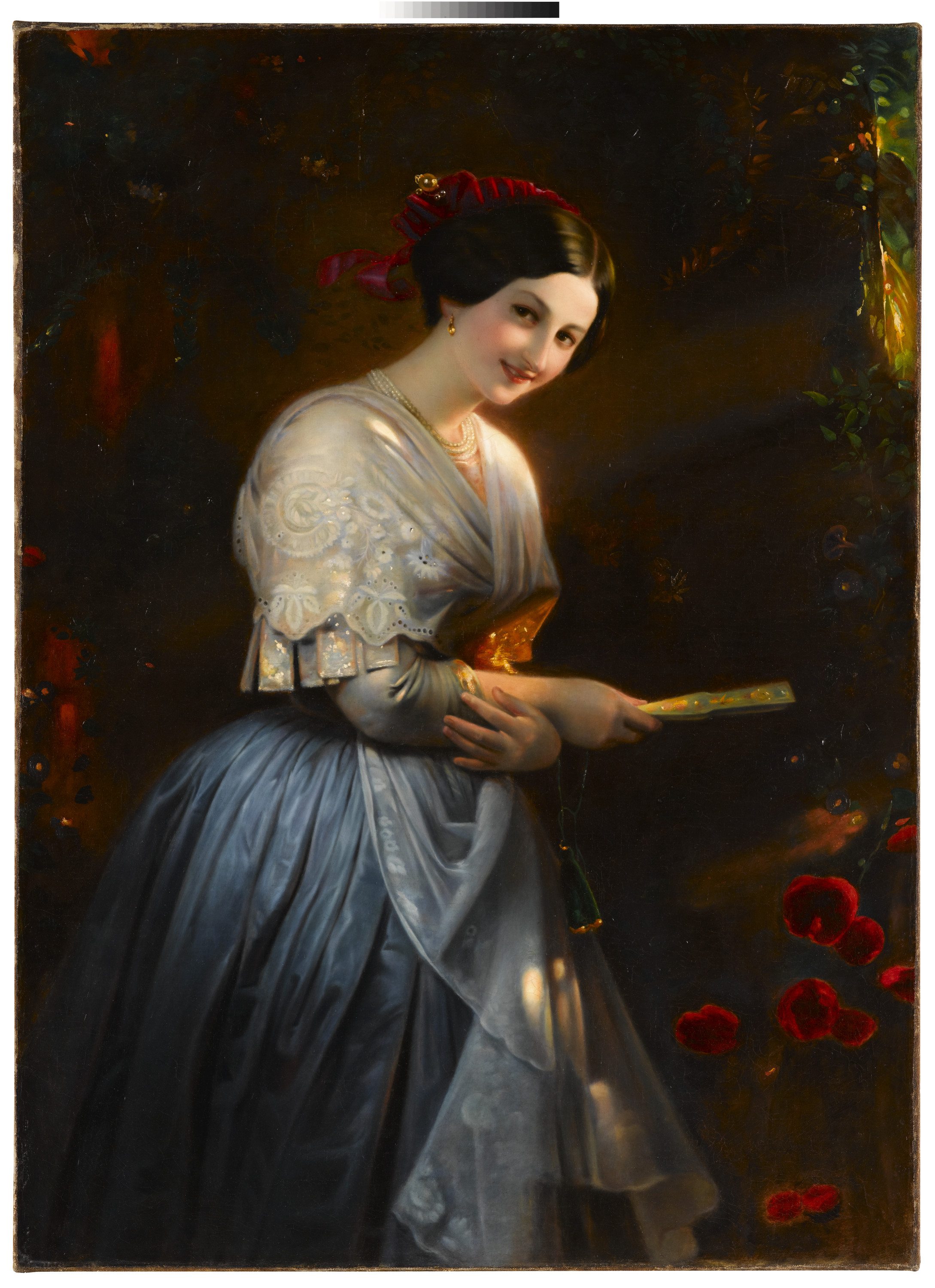
August Riedel: Römerin aus Albano, um 1850

Johann Friedrich Ludwig Heinrich August von Riedel (* 25. Dezember 1799 in Bayreuth; † 6. August 1883 in Rom) war ein deutscher Maler.

## Leben
Der Sohn des Baumeisters Karl Christian Riedel und dessen Frau Marianne Eleonora (geborene Tretzel). Er bildete sich ab 1820 an der Münchener Akademie unter den beiden Langer und bekundete schon in seinen ersten Arbeiten ein ungewöhnlich koloristisches Talent, das er in Italien, wo er ab 1828 lebte, noch außerordentlich steigerte, zu einer Zeit, wo kaum noch ein anderer deutscher Künstler auf die Farbenwirkung im Sinne einer Farbfeinabstufung Wert legte. Im Lauf der Jahre wurde Riedel allerdings vom modernen Realismus überholt, doch kann das sein ursprüngliches Verdienst nicht schmälern. Von seinen zahlreichen, stets gewissenhaft durchgebildeten und durch Sonnenlichteffekte charakteristischen Gemälden sind die bekanntesten:
- Italienerin mit Tambourin
- neapolitanische Fischerfamilie am Meeresufer (Neue Pinakothek in München)
- Judith (ebendaselbst)
- Mädchen aus der Umgebung von Neapel (ebendaselbst)
- Sakuntala
- Medea
- Albanerinnen (Berliner Nationalgalerie)
- Badende Mädchen (ebendaselbst); dies war eins seiner Hauptwerke, das er mehrfach wiederholte
- Junge Italienerin mit zwei schlafenden Kindern an Küste (Privatbesitz)
- Bacchantin (Privatbesitz)

Er war bis zu seinem Tod Professor an der Akademie San Luca zu Rom, wohnte zuletzt in der Via Margutta Nr. 55a und wurde 1883 auf dem Protestantischen Friedhof in Rom in einem enorm großen Sarkophag aus Granit beerdigt.

## Werke (Auswahl)

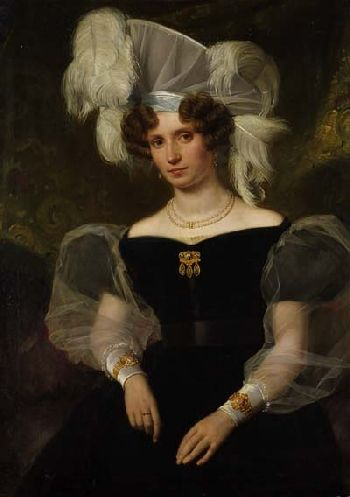
Portrait Therese von Schenk, 1831
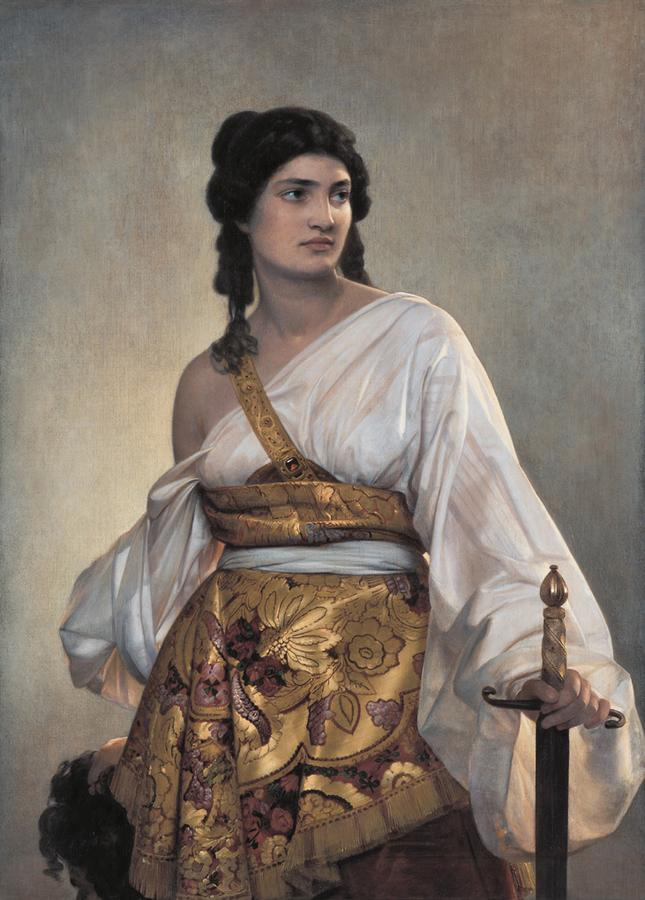
Judith, 1840
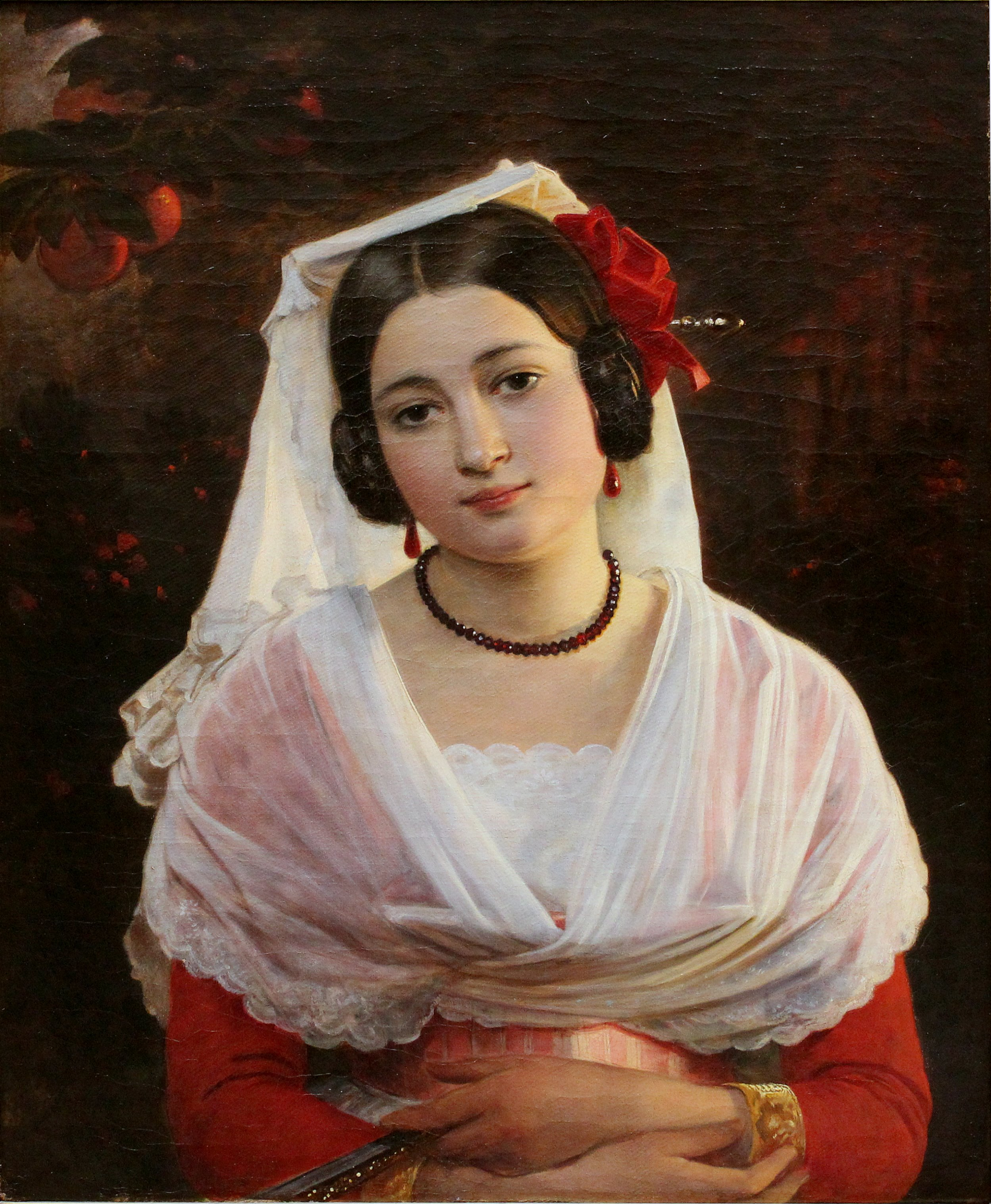
Felice Berardi aus Albano, 1842
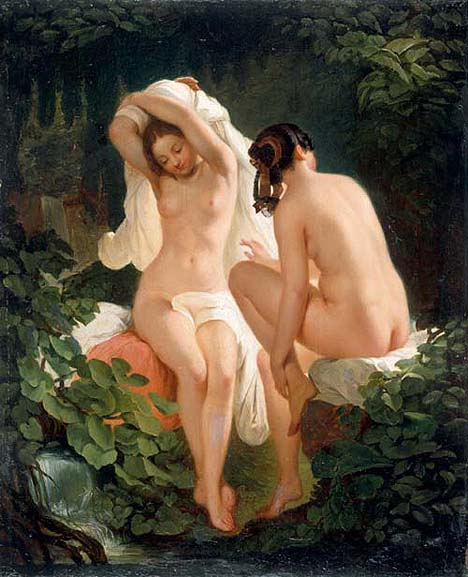
Badende Mädchen, um 1845

## Ehrungen
- 1851 Ritterkreuz des Ordens der württembergischen Krone,[5] mit dem der persönliche Adel (Nobilitierung) verbunden war.
- Bayerischer Maximiliansorden für Wissenschaft und Kunst